# Психологическая разумность
Психологическая разумность (англ. psychological mindedness) — характеристика, отражающая степень доступности человеку его внутреннего опыта, содержание переживаний, то, насколько они ему интересны и в какой степени он эмоционально включен в построение образа Я. Термин был впервые предложен в клинике Менингера в качестве значимой предпосылки  успешного прохождения больными психотерапии.
Само понятие отражает способность человека к самоанализу и рефлексии, его возможность распознавать смысл своих поступков, эмоций и слов, устанавливать связь между прошлым и настоящим, понимать свои мотивы и мотивы окружающих.

## Определения
Существует множество определений данного понятия. Одним из первых учёных, определивших термин психологическая разумность, был Аппельбаум С.А. (1973). Он обозначил ПР как способность человека видеть связь между своими мыслями, чувствами и действиями, чем подчеркнул важность прояснения мыслей и чувств пациента и того, как они проявляются в поведении .
В литературе существуют и другие толкования данного термина, обозначающие ПР как предрасположенность к рефлексии своих и чужих мыслей и чувств. Интегрирующим является определение, которое объединяют  предыдущие и поясняет ПР как заинтересованность человека в рефлексии психических процессов, как их значение для поведения и как направленность к аффективной и к интеллектуальной сферам.

## Корреляция с личностными чертами
Уровень психологической разумности положительно коррелирует с психологической силой. Исследования ПР показали, что такие черты личности как экстраверсия и открытость опыту, принадлежащие «Большой пятёрке» положительно коррелируют с ПР, такая черта как нейротизм, в свою очередь, коррелирует с показателем ПР отрицательно . Есть исследования, которые связывают это показатель с толерантностью к неопределённости, сопереживанию, а так же хорошим уровнем адаптации . Низкий уровень ПР так же связывают с алекситимией. Для адекватного построения представления о себе и о своём Я, личность должна обладать диалогичностью самосознания и проявлять активность в процессе построения самоотношения и самопонимания.
Характеристика психологической разумности тесно связана с показателем эмоционального интеллекта, о чём писали в своей работе Майер, Пантер и Карузо - авторы одной из моделей ЭИ. В их исследованиях отражалась положительная корреляция шкалы понимания других людей и общего фактора личностного интеллекта со шкалами опросника ПР
Существуют и гендерные различия в проявлении данной характеристики. Исследования, проводимые при валидации американского опросника психологической разумности Шиллом М. А. показали, что женщины проявляют более высокий уровень ПР и оценивают себя выше, чем мужчины, по шкале как заинтересованности в значении и мотивации поведения своего и окружающий, но ниже по шкале пользы от обсуждения собственных проблем с другими. При адаптации опросника на русский язык были проведены похожие исследования, которые подтвердили, что мужчины чаще готовы обсуждать свои проблемы с окружающими, а женщины больше заинтересованы в сфере субъективных переживаний.

## Во взаимодействии
Большая работа по расширению понятия психологической разумности была проведена в Великобритании английским учёным Мартином Сигером (2006), разработавшим впоследствии концепцию психологической безопасности. Он установил, что от уровня психологической разумности во многом зависят здоровье и успех семьи, предприятий, учреждений, общества в целом. Например, медсестра в психиатрической лечебнице, обладающая высоким уровнем ПР может быть психологически настроена и мотивированна для сотрудничества с пациентом, который тоже имеет некоторый уровень ПР, однако их взаимодействию может препятствовать «психологическая слепота» системы ухода за больными, которая не оставляет медсестре ни времени, ни мыслей, ни обратной связи, что препятствует такому взаимодействию. Хорошо известно, что работники психиатрических клиник зачастую должны пытаться «отключить» эмоции, чтобы просто суметь приспособиться к рабочим условиям и  к предъявляемым требованиям. Как только им это удаётся, пациенты рискуют столкнуться со своеобразным эмоциональным пренебрежением, что, в сочетании с факторами переноса, приводит к разнообразным инцидентам в клиниках. Пациенты, чувствующие себя отвергнутыми, начинают вести себя вызывающе, чтобы привлечь к себе внимание или в ответ на игнорирование.
Логично предположить, что чем выше уровень ПР человека, тем лучше будут результаты психотерапии. Это обусловлено тем, что клиенты готовы к высокому уровню неопределённости, возникающему в терапевтическом процессе, открыты восприятию множества перспектив. Предполагается, что люди, настроенные на осознание своей внутренней жизни, должны быть толерантны к неопределённости, связанной с течением внутренних процессов. Открытость пациента неопределённой информации также способствует интеграции опыта (как в терапии, так и в обыденной жизни), ведущей к инсайтам, необходимым для позитивных изменений личности.

## Шкала психологической разумности
В настоящее время для измерения уровня психологической разумности используется Шкала психологической разумности, созданная Конте и соавторами в 1990 году, и апробирована на выборке из 397 студентов. В результате факторизации были выделены следующие пять субшкал:
- Вера в пользу обсуждения собственных проблем с другими людьми;
- Субъективная доступность сферы чувств;
- Желание обсуждать свои проблемы с окружающими;
- Интерес к интерпретации мотивации собственного поведения и поведения окружающих;
- Открытость новому опыту (изменениям).

На русский язык опросник адаптирован в 2014 году в Московском государственном университете имени М.В. Ломоносова (Новикова М.А., Корнилова Т.В.). Его шкалы незначительно отличаются от шкал оригинального опросника:
- Заинтересованность в сфере субъективных переживаний;
- Субъективная доступность сферы переживаний для понимания и анализа;
- Польза обсуждения собственных переживаний с другими людьми;
- Желание и готовность обсуждать свои проблемы с окружающими;
- Открытость изменениям, даже если они сопряжены с риском.

Опросник включает 45 пунктов, в каждом из которых испытуемый должен оценить степень своего согласия с высказыванием о себе, выбрав один из четырёх вариантов ответа: полностью не согласен, не согласен, согласен, полностью согласен.